# Comitatul Cornwall, Jamaica
Cornwall este cel mai vestic din cele trei comitate tradiționale, sau istorice, ale statului insular Jamaica. A fost creat în 1758 de către administratorii coloniali ai Imperiului britanic, sub jurisdicția căruia s-a aflat insula între 1655 și 1962. Comitatul, numit uneori „cel mai vestic” al Imperiului, este format din cinci parohii (unității administrative britanice, mai mici decât comitatul), incluzând și localitatea Montego Bay, capitala statului și cel de-al doilea oraș al insulei, după suprafața ocupată.
Comitatul Cornwall este indicat în verde.

## Istoric
Cele trei comitate ale Jamaicăi au fost create în 1758 pentru a ușura „alinierea” sistemului juridic, al coloniei de atunci, la sistemul juridic britanic.  Conform sistemului juridic britanic, „exportat" în toate coloniile Imperiului, inclusiv în toate țările de limba engleză, actual independente, dar foste colonii britanice (așa cum sunt Statele Unite, Canada, Australia, Noua Zeelanda și altele), unitatea administrativ teritorială cea mai mică care avea un judecător și un tribunal - curte de justiție - era comitatul.
Comitatul Cornwall, cel mai vestic al insulei, a fost denumit după cel mai vestic comitat al Angliei, omonimul Cornwall, situat în peninsula Cornwall. Savanna-la-Mar fusese sediul administrativ al acestuia (în en , county town).

## Parohii (administrative)
| Comitatul Cornwall |                    |                    |                                             |                |
| Pe hartă           | Parohie (Parish)   | Suprafața (în km²) | Populația (conform recensământului din 2011 | Capitală       |
| 1                  | Hanover            | 450,4              | 67.037                                      | Lucea          |
| 2                  | Saint Elizabeth    | 1.212,4            | 146.404                                     | Black River    |
| 3                  | Saint James        | 594,9              | 175.127                                     | Montego Bay    |
| 4                  | Trelawny Parish    | 874,6              | 73.066                                      | Falmouth       |
| 5                  | Westmoreland       | 807,0              | 138.947                                     | Savanna-la-Mar |
|                    | Comitatul Cornwall | 3.939,3            | 600.581                                     |                |
|                    | Jamaica (total)    | 10.990,5           | 2.607.631                                   | Kingston       |